# AJ Bear
 AJ Bear (né le 2 février 1977) est un skieur alpin australien.

## Coupe du Monde
- Meilleur classement final: 116e
- Meilleur résultat: 17e.